# 게리 마셜
게리 마셜(영어: Garry Kent Marshall, 1934년 11월 13일 ~ 2016년 7월 19일)은 미국의 영화 감독, 영화 제작자, 시나리오 작가 및 배우이다.

## 출연 작품
- 2016년 《 마더스 데이》
- 2011년 《뉴욕의 연인들》
- 2010년 《발렌타인 데이》
- 2009년 《그란데 드립》
- 2009년 《파인딩 블리스》
- 2009년 《윗치 마운틴》
- 2008년 《크로닉 타운》
- 2007년 《조지아 룰》
- 2006년 《키핑 업 위드 더 스타인스》
- 2006년 《치킨 리틀》
- 2005년 《레이징 헬렌》
- 2004년 《프린세스 다이어리 2》
- 2003년 《롱 라이드 홈》
- 2002년 《오렌지 카운티》
- 2002년 《마제스틱》
- 2001년 《할리우드 게임》
- 2001년 《프리세스 다이어리》
- 2000년 《캔트 비 헤븐》
- 2000년 《25살의 키스》
- 1999년 《디스 스페이스 비트윈 어스》
- 1999년 《런어웨이 브라이드》
- 1999년 《사랑하고 싶은 그녀》
- 1998년 《위드 프렌즈 라이트 디즈》
- 1996년 《미라클 맨》
- 1994년 《에덴으로 가는 비상구》
- 1992년 《그들만의 리그》
- 1992년 《프랭키와 자니》
- 1990년 《귀여운 여인》
- 1989년 《더 로터리》
- 1988년 《두 여인》
- 1987년 《환상의 커플》
- 1986년 《광고 대전략》
- 1986년 《위기의 암호명》
- 1985년 《로스트 인 아메리카》
- 1984년 《플라밍고 클럽》
- 1982년 《병원광 시대》
- 1977년 《대단한 차도둑》
- 1968년 《싸이크 아웃》
- 1968년 《유럽에서 생긴 일》